# Pasar Lembu
Pasar Lembu is een bestuurslaag in het regentschap Asahan van de provincie Noord-Sumatra, Indonesië. Pasar Lembu telt 3445 inwoners (volkstelling 2010).